# Un événement
Un événement est une nouvelle d’Anton Tchekhov, publiée en 1886.

## Historique
Un événement est initialement publiée dans la revue russe Le Journal de Pétersbourg, numéro 323, du 14 novembre 1886. Le texte est signé Antocha Tchékhonté.

## Résumé
Ce matin, Vania, six ans, et Nina, sa sœur de quatre ans, sortent de leur lit en courant. Ils ont entendu que la chatte a eu des petits cette nuit. C’est un évènement qui éclipse les tâches de la journée. Les enfants sont le nez dans la caisse des chats. Combien y en a-t-il ? Pour qui sera celui-là ? Il faut leur construire une maison. L’excitation et la joie des enfants se heurtent aux désirs des parents : « Non, on ne mange pas avec les chatons, non on ne joue pas avec eux. »
Le père, excédé, menace de jeter les chatons aux ordures si les enfants n’obéissent pas mieux. Le soir, l’oncle Piotr vient avec son chien danois Néro. Quand ce dernier croque les trois chatons, les enfants stupéfaits constatent que le coupable n’est pas puni et qu'il se pourlèche tranquillement les babines. 

## Édition française
- Un événement, traduit par Madeleine Durand et Édouard Parayre, révision de Lily Dennis, éditions Gallimard, Bibliothèque de la Pléiade, 1967  (ISBN 978 2 07 0105 49 6).